# Departamento de Rinconada
Departamento de Rinconada är en kommun i Argentina.   Den ligger i provinsen Jujuy, i den norra delen av landet, 1 600 km nordväst om huvudstaden Buenos Aires. Antalet invånare är 2 488. Arean är 6 407 kvadratkilometer.
Terrängen i Departamento de Rinconada är kuperad åt nordväst, men åt sydost är den bergig.
Omgivningarna runt Departamento de Rinconada är i huvudsak ett öppet busklandskap. Trakten runt Departamento de Rinconada är nära nog obefolkad, med mindre än två invånare per kvadratkilometer.